# Karate tigris 1. – Nincs irgalom
A Karate tigris 1. – Nincs irgalom (eredeti cím: No Retreat, No Surrender) 1985-ben bemutatott amerikai harcművészeti film, melyet Corey Yuen írt és rendezett. A főbb szerepekben Kurt McKinney, Jean-Claude Van Damme, és Tai Chung Kim látható. Ez a film Van Damme egyik legkorábbi harcművészeti filmjei közé tartozik, tőle szokatlan módon negatív főszerepet alakít benne.

## Cselekmény
Jason Stillwell (Kurt McKinney) fiatal karatés és Bruce Lee rajongó, apja Los Angeles-i dódzsójában tanul. Az egyik edzést követően a dódzsót egy szervezett bűnözői csoport látogatja meg. Miután megtagadja a szervezethez való csatlakozást, az orosz harcművész, Ivan Kraschinsky (Jean-Claude Van Damme), a maffiafőnök egyik bérence harc közben eltöri Jason apjának lábát.
A Stillwell család Seattle-be költözik, itt Jason találkozik R.J. Madisonnal (J.W. Fails) és szoros barátságot köt vele. Jason itt ismét összejön barátnőjével, Kellyvel. A fiú nehezen tud beilleszkedni és az őt zaklató helyi kötekedőkkel, egy Scott nevű kövér fiúval és az arrogáns harcművész Dean Ramsay-vel is mindennapos harcot vív. Amikor zaklatói megalázzák őt Kelly születésnapi buliján, Jason megelégeli a durva bánásmódot, ellátogat Bruce Lee sírjához és a mester segítségét kéri.
Jason és az apja heves vitába bonyolódik, aminek következtében Mr. Stillwell tönkreteszi Jason Bruce Lee-emléktárgyait. A feldúlt Jason R.J.-hez fordul segítségért, barátja azt ajánlja neki, vigye el összes edzőfelszerelését egy közeli elhagyatott házba. A házban a kimerült Jason elalszik, majd váratlanul Bruce Lee szelleme (Tai Chung Kim) ébreszti fel, aki tanítani kezdi őt. Lee gyámsága alatt Jason átlag alatti harcosból egészen a legmagasabb harcművészeti szintet éri el. Egy idő múlva képessé válik könnyedén megvédeni apját, akire egy parkolóban egyszerre több rabló is rátámad.
Jason és apja meglátogat egy évente megtartott full contact kick-box bajnokságot, ahol egy seattle-i és egy manhattani klub méri össze tudását. Mielőtt a verseny elindulhatna, a bűnszövetkezet megszakítja azt és fogadást kötnek arra, hogy egyik seattle-i harcos sem tudja legyőzni Ivant. Az orosz az első két harcost könnyedén feladásra kényszeríti, utolsó ellenfele pedig Kelly testvére, Ian lesz. A fiú hatásos bemutatót tart, ám Ivan piszkos taktikákat alkalmazva legyőzi és agyba-főbe veri tehetetlen ellenfelét. Kelly megpróbálja leállítani az oroszt, de Ivan őt is megtámadja. A közönség örömére Jason a ringbe rohan és harcra hívja az oroszt. Az edzésein tanultakat alkalmazva sikerül legyőznie, elnyerve társai tiszteletét.

## Szereplők
| Színész                      | Szerep                     | Magyar hang            |
| ---------------------------- | -------------------------- | ---------------------- |
| Kurt McKinney                | Jason Stillwell            | Breyer Zoltán          |
| Jean-Claude Van Damme        | Ivan Kraschinsky, az orosz | Faragó József          |
| J.W. Fails                   | R.J. Madison               | Szokol Péter           |
| Kathie Sileno                | Kelly Reilly               | Somlai Edina           |
| Tai Chung Kim                | Bruce Lee szelleme         | Sinkovits-Vitay András |
| Kent Lipham                  | Scott                      | Bácskai János          |
| Ron Pohnel                   | Ian Reilly                 | Juhász György          |
| Dale Jacoby                  | Dean Ramsay                | Tarján Péter           |
| Peter “Sugarfoot” Cunningham | Frank Peters               | Galambos Péter         |
| Timothy D. Baker             | Tom Stillwell              | Rosta Sándor           |
| Gloria Marziano              | Mrs. Stillwell             |                        |

## Kapcsolódó filmek
A filmnek két folytatása készült, melyek történetileg nem kapcsolódnak az eredeti műhöz és annak szereplői sem térnek benne vissza. A Karate tigris 2. – Villám kezek 1987-ben, a Karate tigris 3. – Extrakemény kickboxer 1990-ben jelent meg. Az 1990-es Karate tigris 4. – A szabadság fiai a magyar cím ellenére nem kapcsolódik a sorozathoz. A Karate tigris 5. magyar címet pedig egy 1981-ben, az első résznél négy évvel korábban bemutatott film, a Force: Five kapta.